# Regina Stegemann
Regina Stegemann (* 1951 in Göttingen) ist eine deutsche Orgelbaumeisterin aus Ostfriesland, die sich auf die Restaurierung historischer Orgeln spezialisiert hat, aber auch Wartungs- und Umbaumaßnahmen durchführt. Neubauten erfolgen ausschließlich mit mechanischer Schleiflade. Ihr Arbeitsgebiet konzentriert sich auf Ostfriesland, das Oldenburger Land und die Wesermarsch.
Den Orgelbau erlernte sie in den 1970er-Jahren bei Werner Bosch (Kassel) sowie Rudolf Janke und war bis 1984 als Gesellin bei Gerald Woehl (Marburg), bei dem sie auch die Meisterprüfung anging (1990). Von 1985 bis 1991 leitete sie die „Krummhörner Orgelwerkstatt“ in Greetsiel, ein Kollektiv junger Orgelbauer (Bartelt Immer, Hero Bödeker, Martin und Wilfried Fooken). Ihre eigene Werkstatt wurde 1991 gegründet und befindet sich in Tannenhausen, einem Ortsteil von Aurich.
Jürgen Kopp kam 1987 von Jürgen Ahrend für einige Jahre zu Stegemann, bevor er sich selbständig machte. Nach der Meisterprüfung 1995 war er von 1996 bis 2000 Mitarbeiter in ihrer Werkstatt und spezialisierte sich unter anderem auf den Bau von Truhenorgeln. Im Jahr 2000 übernahm Kopp den gesamten Betrieb in Tannenhausen. Stegemann nutzte die Werkstatt weiterhin für ihre eigenen Orgelbau-Projekte und war bis zu Kopps Tod im Juni 2014 zeitweise Mitarbeiterin in seinem Betrieb.

## Werke (Auswahl)
| Jahr           | Ort               | Kirche                   | Bild | Manuale | Register | Anmerkungen |
| -------------- | ----------------- | ------------------------ | ---- | ------- | -------- | --- |
| 1985           | Critzum           | Critzumer Kirche         |      | I/p     | 6        | Die Orgel mit neogotischem Prospekt entstand 1939 durch die Firma Eberhard Friedrich Walcker, die eine ursprüngliche Schulorgel aus dem Anfang des 19. Jahrhunderts von Christian Heinrich Wolfsteller umbaute. |
| 1987           | Mackenrode        | Mackenroder Kirche       |      | I/p     | 4        | Neubau; in Kirchdorf entstand nach ähnlichem Konzept ein größeres Instrument. |
| 1987–1988      | Landschaftspolder | Landschaftspolder Kirche |      | I/p     | 5        | Orgelneubau hinter historischem Prospekt von Gerhard Janssen Schmid (1814) (Krummhörner Orgelwerkstatt) |
| 1987–1988      | Midlum            | Midlumer Kirche          |      | I/p     | 9        | Restaurierung der Orgel von Hinrich Just Müller (1766) (Krummhörner Orgelwerkstatt) → Orgel der Midlumer Kirche                                                                                                 |
| 1988–1989      | Aurich-Kirchdorf  | St. Paulus               |      | I/P     | 7        | Neubau durch die Krummhörner Orgelwerkstatt |
| 1989           | Böhmerwold        | Böhmerwolder Kirche      |      | I/p     | 7        | Restaurierung der Orgel von Johann Gottfried Rohlfs (1828) (Krummhörner Orgelwerkstatt) |
| 1989           | Petkum            | St.-Antonius-Kirche      |      | II/p    | 14       | Restaurierung der Orgel von Valentin Ulrich Grotian (1694–1699) (Krummhörner Orgelwerkstatt) |
| 1989–1990      | Suurhusen         | Suurhuser Kirche         |      | II/P    | 7        | Reparatur der Orgel von Gustav Brönstrup (1959); vorher als Hausorgel in Oldenburg (Pädagogische Akademie) und dann in Detern (Krummhörner Orgelwerkstatt)                                                      |
| 1990           | Rotenburg         | Stadtkirche              |      | I       | 3        | Neubau einer Truhenorgel (Meisterstück); Register aus Holz (8', 4', 2'); Stimmtonhöhen a' = 415 Hz bzw. 440 Hz                                                                                                  |
| 1990           | Brackwede         | Bartholomäus-Kirche      |      | I/P     | 5        | Überholung und Neuintonation des Positivs von Walcker (etwa 1965) |
| 1990           | Greetsiel         | Greetsieler Kirche       |      | I/p     | 6        | Restaurierung der Orgel von Karl Schuke (1963) hinter historischem Prospekt von Johann Friedrich Constabel (1738) durch die Krummhörner Orgelwerkstatt                                                          |
| 1990–1991      | Holtgaste         | Liudgeri-Kirche          |      | I/p     | 7        | Restaurierung der Orgel von Arnold Rohlfs (1864–1865) (Krummhörner Orgelwerkstatt) → Orgel der Liudgeri-Kirche (Holtgaste)                                                                                      |
| 1991–1992      | Sattenhausen      | Ev.-ref. Kirche          |      | I/P     | 9        | Restaurierung der Orgel von Johann Wilhelm Schmerbach dem Mittleren (1789–1790), die eingreifende Umbauten erfuhr                                                                                               |
| 1992–1993      | Aurich-Sandhorst  | St. Johannis             |      | II/P    | 17       | Umintonierung der Orgel von Karl Schuke (1966–1972) und Erweiterung um ein Register, das 1972 vakant geblieben war                                                                                              |
| 1993–1994      | Oldendorp         | Oldendorper Kirche       |      | I/p     | 9        | Restaurierung der Orgel der Gebr. Rohlfs (1870) |
| ?              | Privat            |                          |      | I       | 3?       | Neubau einer Truhenorgel |
| 1997           | Ditzumerverlaat   | Reformierte Kirche       |      | II/P    | 9        | Überholung der Orgel von Ernst Leeflang (1970) und Registertausch |
| 1999           | Elisabethfehn     | Christuskirche           |      | II/P    | 14       | Überholung der Orgel von Walcker (1970) |
| 1999           | Rodenkirchen      | Gemeindehaus             |      | I       | 3        | Neubau einer Positivs mit Holzregistern |
| 2002–2008      | Jade              | Trinitatiskirche         |      | II/P    | 21       | Restaurierung der Orgel von Johann Dietrich Busch (1739) |
| 2007 oder 2008 | Engerhafe         | St. Johannes der Täufer  |      | I/p     | 9        | Restaurierung der Orgel von Hermann Hillebrand (1971–1973) hinter Prospekt von Hinrich Just Müller (1774–1775)                                                                                                  |
| 2009           | Ditzum            | Ditzumer Kirche          |      | II/P    | 13       | Reparatur und Umintonierung der Orgel von Karl Schuke (1965) |